# Henriette Mendel
 (mars 2019).
Si vous disposez d'ouvrages ou d'articles de référence ou si vous connaissez des sites web de qualité traitant du thème abordé ici, merci de compléter l'article en donnant les références utiles à sa vérifiabilité et en les liant à la section « Notes et références ».
Pour les articles homonymes, voir Mendel.
Henriette Mendel, baronne de Wallersee (31 juillet 1833 - 12 novembre 1891) était une actrice allemande, ainsi que la maitresse puis l'épouse morganatique de Louis-Guillaume de Bavière. Par lui, elle était la mère de la comtesse Marie Larisch von Moennich.

## Biographie
Née Auguste Henriette Mendel à Darmstadt, elle était la fille d'Adam Mendel et d'Anna Sophie Müller.
Elle était actrice au Grossherzoglich Hessichem Hoftheater de Darmstadt quand elle et Louis-Guillaume, duc de Bavière, tombèrent amoureux. En tant qu'Altesse royale et héritier du titre de duc de Bavière, Louis était un membre bien en vue de la maison de Wittelsbach. Il était le cousin utérin du roi Maximilien II de Bavière (et de fait un oncle à la mode de Bretagne, du futur « roi fou » Louis II de Bavière) mais aussi le beau-frère de l'empereur François-Joseph Ier d'Autriche, à qui sa petite sœur Elisabeth (Sissi) était mariée, du roi François II des Deux-Siciles époux de sa sœur Marie en Bavière.
Henriette et Ludwig ont eu une fille illégitime, Marie-Louise, née le 24 février 1858. Marie deviendra par la suite connue sous son nom marital, comtesse Marie Larisch von Moennich.
Quand Henriette tomba enceinte une deuxième fois, on arrangea un mariage morganatique. Ludwig renonça aux droits de succession au trône bavarois le 9 mars 1859. Le fils du couple, Karl Emanuel, naquit le 9 mai 1859, Henriette fut nommée Freifrau von Wallersee (baronne de Wallersee en français) le 19 mai 1859 et le mariage eut lieu le 28 mai 1859 à Augsburg en Bavière. Ses enfants devinrent Freiin et Freiherr de Wallersee. D'origine protestante, elle se convertit au catholicisme pour le mariage.
Karl Emanuel vécut seulement quelques mois, mourant le 1er août 1859. Le couple n'eut pas d'autres enfants.
La baronne est morte le 12 novembre 1891 à Munich en Bavière d'un cancer du col de l'utérus. Un an après, son veuf, duc Ludwig, épousa Barbara Antonie Barth qui fut nommée baronne de Bartolf le 19 novembre 1892.